# Клајнмелсен
Клајнмелсен (њем. Kleinmölsen) општина је у њемачкој савезној држави Тирингија. Једно је од 55 општинских средишта округа Земерда. Према процјени из 2010. у општини је живјело 351 становника. Посједује регионалну шифру (AGS) 16068032.

## Географски и демографски подаци
Клајнмелсен се налази у савезној држави Тирингија у округу Земерда. Општина се налази на надморској висини од 180 метара. Површина општине износи 4,3 km². У самом мјесту је, према процјени из 2010. године, живјело 351 становника. Просјечна густина становништва износи 82 становника/km².